# Parliamo italiano
"Parliamo italiano" er en sang af den danske gruppe Shu-bi-dua og er fra deres femtende album, Shu-bi-dua 15. Nummeret er lavet som en parodi på italienske popnumre og særligt med reference til solisten Eros Ramazzotti, der især hittede i 1990'erne. "Den italienske melodi" er Shu-bi-duas egen, og bandet har lagt guitarsolo og violiner ind over, for at ramme Italiens særlige ballade-tradition med pop- og operastemning samt strygere. Sangen er en italiensk vrøvletekst tilsat enkelte danske ord og linjer, citat: "Oliolivo olivetti, osso buco e spaghetti, lago Garda e… Napoli, grandioso babsenutti, e gelati tuttifrutti, questo é L’Italia per me." Som bro mellem vers og guitarsolo, stønner Michael Bundesen det musikalske ord "Stuzzicadenti", der på dansk kan oversættes til "tandstikker".

## Om nummeret
Michael Hardinger og Michael Bundesen har fortalt, at de med "Parliamo italiano" ville prøve at putte så mange italienske ord og vendinger ned i en sang som muligt, og keyboardspiller Jørgen Thorup fortæller en anekdote i sin biografi, om hvordan sangen (som han var medskaber af) ved et tilfælde blev spillet i klassen, da han engang havde aftenskole i italiensk. Sangen blev sat under analyse af underviseren, og det viste sig teksten ikke var helt grammatisk korrekt italiensk. Da læreren spurgte Thorup, hvad han syntes om sangen, sagde keyboardspilleren til underviserens forbavselse, at han bedre kunne lide melodien end teksten, hvorefter han gik til bekendelse og fortalte, at han selv havde været med til at komponere den. Så gik det op for klassen, at Thorup var medlem af Shu-bi-dua, hvilket ingen havde vidst indtil da.

## Udgivelsen
"Parliamo italiano" udkom som cd-single på enkelte udgaver af "Åh buggi vuggi vuggi"-singlen i 1995. Nummeret har været spillet live enkelte gange i 90'erne.

## Medvirkende
- Michael Bundesen: Sang
- Michael Hardinger: Guitar, kor
- Claus Asmussen: Guitar, kor
- Kim Daugaard: Bas, kor
- Jørgen Thorup: Klaver, el-orgel, kor
- Peter Andersen: trommer